# Гидлевский, Кенсорин Иосифович
Гидлевский Кенсорин Иосифович (24 января 1889, Абаканское, Енисейская губерния — 4 октября 1936, Москва) — революционер, член ВКП(б) с 1916 г., активный участник установления Советской власти в Минусинском Крае, один из руководителей Минусинской коммуны, руководитель и организатор важных отраслей строящегося социалистического (народного) хозяйства, жертва политических репрессий.

## Биография
Родился 24 января 1889 года в с. Абаканское Минусинского уезда Енисейской губернии в семье сосланного в Сибирь польского революционера. Работать начал с ранних лет, помогая родителям выбраться из нищеты. Сначала батрачил у абаканских купцов. В 1904 году переехал в Красноярск, где устроился в железнодорожное депо помощником слесаря. В 1905 году поступил в техническое железнодорожное училище. Возглавлял училище А. Ф. Пародовский — активный участник революционного движения. Рисование преподавал революционер М. Г. Костырев. Они не могли не оказать влияние на мировоззрение Гидлевского. В Училище Кенсорин примкнул к группе ребят, которые всё свободное время проводили на Красноярских Столбах. На Столбах Гидлевский познакомился с опытными революционерами и приобщился к их работе, распространяя большевистские прокламации. Главной своей задачей он считал пропаганду и агитацию молодёжи.
В 1912 году Гидлевский сдал экстерном экзамены на звание учителя начальной школы и стал преподавать в селе Сарушки Абаканской волости. В 1916 году его призвали на военную службу в Ачинск. В армии Гидлевский вступил в ряды РСДРП, проводил агитационную работу среди солдат гарнизона. В конце 1917 года Кенсорин Иосифович демобилизовался из армии. Приехав в Минусинск, он активно включился в партийную работу.
Арестован 21 июня 1918 белоказачьим отрядом. Побывал в «эшелоне смерти», был заключён в Ачинскую тюрьму, потом перемещён в лагерь для военнопленных, из которого отправлен в Красноярскую тюрьму. Освобождён в 1920 г. Красной Армией.
С 1920 по 1923 гг. Гидлевский работал в партийных органах Минусинского Уезда. В 1923 г. поступил в Коммунистическую Академию в Москве. После её окончания работа Кенсорина Иосифовича связана с партийно-хозяйственной деятельностью.
Арестован в Москве 14 марта 1936 г. по месту проживания — ул. Коминтерна, д. 4/7, кв. 7. Приговорён к расстрелу Военной коллегией Верховного суда (ВКВС) СССР 3 октября 1936 г. по обвинению в контрреволюционной террористической деятельности. Расстрелян 4 октября 1936 г. Место захоронения — Москва, Донское кладбище. Реабилитирован 2 декабря 1958 г. ВКВС СССР.

## Книга
Гидлевский К., Сафьянов М., Трегубенков К. Минусинская коммуна 1917—1918 гг.: из истории Октябрьской революции в Сибири. М.-Л.: ОГИЗ-СОЦЭКГИЗ, 1934. 295 с.
Авторы, участники Минусинской коммуны, дают подробный анализ социально обстановки и описывают события Октябрьской революции и Гражданской войны в Минусинском крае.

## Послужной список К. И. Гидлевского
- член Минусинского уездного комитета РКП(б) — с конца 1917 г.
- комиссар и руководитель военно-административного отдела Минусинской коммуны — июнь 1918 г.
- Секретарь Минусинского уездного комитета РКП(б) — 1922—1923 гг.
- делегат XI съезда РКП(б) — Москва, 27 марта — 2 апреля 1922 г.
- делегат XII съезда РКП(б) — Москва, 17-25 апреля 1923 г.
- редактор Минусинской уездной газеты «Власть труда» — 1922—1923 гг.
- студент Московской Коммунистической Академии — с сентября 1923 г.
- инструктор Президиума Организационного отдела ВЦИК СССР.
- начальник планово-финансового управления сектора управления по развитию хозяйства и культуры народов Севера.
- заместитель Ученого секретаря Президиума Коммунистической Академии — с 1931 г.
- заведующий Организационным отделом ЦИК Таджикской ССР — с апреля по сентябрь (включительно) 1935 г.
- начальник сектора Главного управления Северного морского пути — 1936 г.